# جی. ریموند نای
جی. ریموند نای (انگلیسی: G. Raymond Nye؛ ‏ ۱۳ آوریل ۱۸۸۹ – ۲۳ ژوئیهٔ ۱۹۶۵) هنرپیشه اهل ایالات متحده آمریکا بود.
از فیلم‌ها یا برنامه‌های تلویزیونی که وی در آن نقش داشته است، می‌توان به هارد اومبره، بینوایان، کینگ کونگ، کری و سالومه اشاره کرد.